# Pilar (Paraíba)
Pilar é um município brasileiro do estado da Paraíba, localizado na Região Geográfica Imediata de João Pessoa. De acordo com o IBGE (Instituto Brasileiro de Geografia e Estatística), no ano de 2022 sua população era estimada em 12.311 habitantes. Área territorial de 103,306 km².
Antiga aldeia de índios Cariris e Coremas, é a terra natal do escritor José Lins do Rêgo e do poeta José Augusto de Brito.

## História
Recebeu status de vila em 14 de setembro de 1758, sendo extinta em 1881, reativada em 1885. O povoamento do atual Município foi iniciado em fins do século XVII, encontrando
ali os holandeses, em 1630, fazendas de criação de gado. Em 1670, Jesuítas, acompanhados pelos índios Cariris, fundaram um colégio. Em torno do mesmo, formou-se o povoado, cuja população era constituída principalmente de garimpeiros, que para ali se deslocavam em busca do ouro existente. Em 1758, o Governo da Metrópole, sentindo a falta de braços para a lavoura,
determinou a suspensão da indústria aurífera, transformando-se, então, a cana-de-açúcar, na
principal atividade econômica da região. A produção de açucareira trouxe grande prestígio para Pilar, em virtude dos inúmeros engenhos distribuídos pelas várzeas e baixios do território, tanto que, em 1859, teve a honra de receber a visita do Imperador D. Pedro II, hospedado no solar do Barão de Maraú, onde recebeu grandes homenagens. Em 2022 o município teve a honra de receber a visita do até então presidente em exercício Jair Messias Bolsonaro, em sua campanha de visitas ao Estado da Paraíba.

## Geografia

### Clima
Dados do Departamento de Ciências Atmosféricas, da Universidade Federal de Campina Grande, mostram que Pilar apresenta um clima com média pluviométrica anual de 903,0 mm e temperatura média anual de 25,7 °C.
| Dados climatológicos para Pilar               | Dados climatológicos para Pilar | Dados climatológicos para Pilar | Dados climatológicos para Pilar | Dados climatológicos para Pilar | Dados climatológicos para Pilar | Dados climatológicos para Pilar | Dados climatológicos para Pilar | Dados climatológicos para Pilar | Dados climatológicos para Pilar | Dados climatológicos para Pilar | Dados climatológicos para Pilar | Dados climatológicos para Pilar | Dados climatológicos para Pilar |
| Mês                                           | Jan                             | Fev                             | Mar                             | Abr                             | Mai                             | Jun                             | Jul                             | Ago                             | Set                             | Out                             | Nov                             | Dez                             | Ano                             |
| --------------------------------------------- | ------------------------------- | ------------------------------- | ------------------------------- | ------------------------------- | ------------------------------- | ------------------------------- | ------------------------------- | ------------------------------- | ------------------------------- | ------------------------------- | ------------------------------- | ------------------------------- | ------------------------------- |
| Temperatura máxima média (°C)                 | 31,8                            | 31,8                            | 31,3                            | 30,8                            | 30,1                            | 29,3                            | 28,8                            | 29,2                            | 30,4                            | 31,2                            | 32,0                            | 32,0                            | 30,7                            |
| Temperatura média (°C)                        | 26,8                            | 26,7                            | 26,5                            | 26,1                            | 25,4                            | 24,5                            | 23,9                            | 24,2                            | 25,0                            | 25,8                            | 26,4                            | 26,8                            | 25,7                            |
| Temperatura mínima média (°C)                 | 22,1                            | 22,0                            | 22,2                            | 22,0                            | 21,5                            | 20,6                            | 20,1                            | 19,5                            | 20,1                            | 20,7                            | 21,1                            | 21,5                            | 21,1                            |
| Precipitação (mm)                             | 50,7                            | 71,6                            | 118,3                           | 140,1                           | 124,2                           | 123,3                           | 116,3                           | 64,9                            | 31,7                            | 17,2                            | 20,6                            | 20,4                            | 903,0                           |
| Fonte: Departamento de Ciências Atmosféricas. |                                 |                                 |                                 |                                 |                                 |                                 |                                 |                                 |                                 |                                 |                                 |                                 |                                 |

## Política

### Poder Executivo
Prefeita Constitucional: Patricia Rodrigues Silva Oliveira de Farias (PSD)